# San Jorge (Isole Salomone)
San Jorge è la seconda più grande isola della provincia di Isabel delle isole Salomone. Si estende a est di Santa Isabel e ha un'area di 184 km² e meno di 1 000 abitanti che vivono in quattro villaggi.
| Controllo di autorità | VIAF (EN) 315128090 |